# Forum Segusiavorum
Forum Segusiavorum est le nom latin d'une cité gallo-romaine qui a donné naissance à l'actuelle ville de Feurs dans le département de la Loire.

## Situation
Forum Segusiavorum / Feurs se trouve au centre de la plaine du Forez, dans le département actuel de la Loire. Montbrison (Moingt / Aquis Segete) est à 23 km au sud-ouest, Saint-Étienne à 46 km au sud, Roanne à 41 km au nord.
Historiquement, la Loire forme un important couloir de circulation orienté nord-sud, notamment vers Roanne au nord.
Feurs est à l'intersection de ce couloir avec un autre passage, orienté est-ouest qui traverse la plaine du Forez et pousse au-delà. En rive gauche de la Loire (à l'ouest), ce passage est formé des vallées du Lignon, dont la voie continue vers Clermont-Ferrand ; et du Vizézy, affluent du Lignon, qui remonte du sud-ouest en arrosant Moingt et Montbrisson), cette voie se dirige vers Saint-Paulien près du Puy et plus loin vers Toulouse, la via Aquitania et Bordeaux,. Une partie de cette voie est appelée la voie Bolène : de Lyon à Usson-en-Forez selon Faure, ou le tronçon de Feurs à Rodez selon Lavendhomme.
En rive droite se trouve la vallée de la Loise, dont la voie rejoint Lyon,. La branche de la voie Agrippa reliant Lyon à Saintes par Clermont-Ferrand passe à Feurs, qui est la première étape importante depuis Lyon à 50 km (à vol d'oiseau). La carte de Cassini (XVIIe siècle) montre bien encore les différentes voies passant là.
La Table de Peutinger fait figurer Foru[m] Segusiavorum : la ville est symbolisée par deux petites maisons accolées.

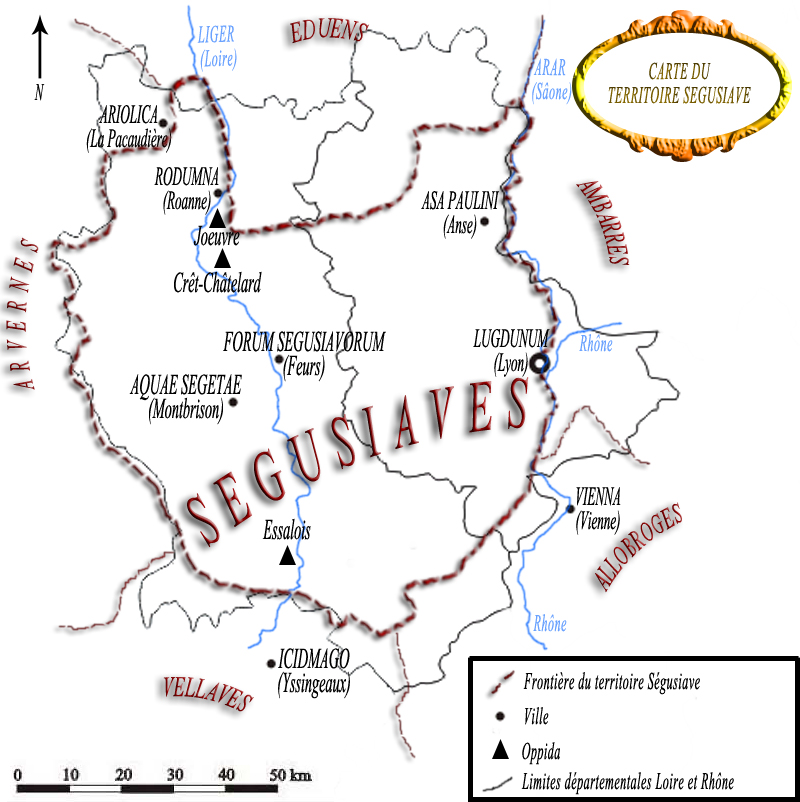
Territoire des Ségusiaves
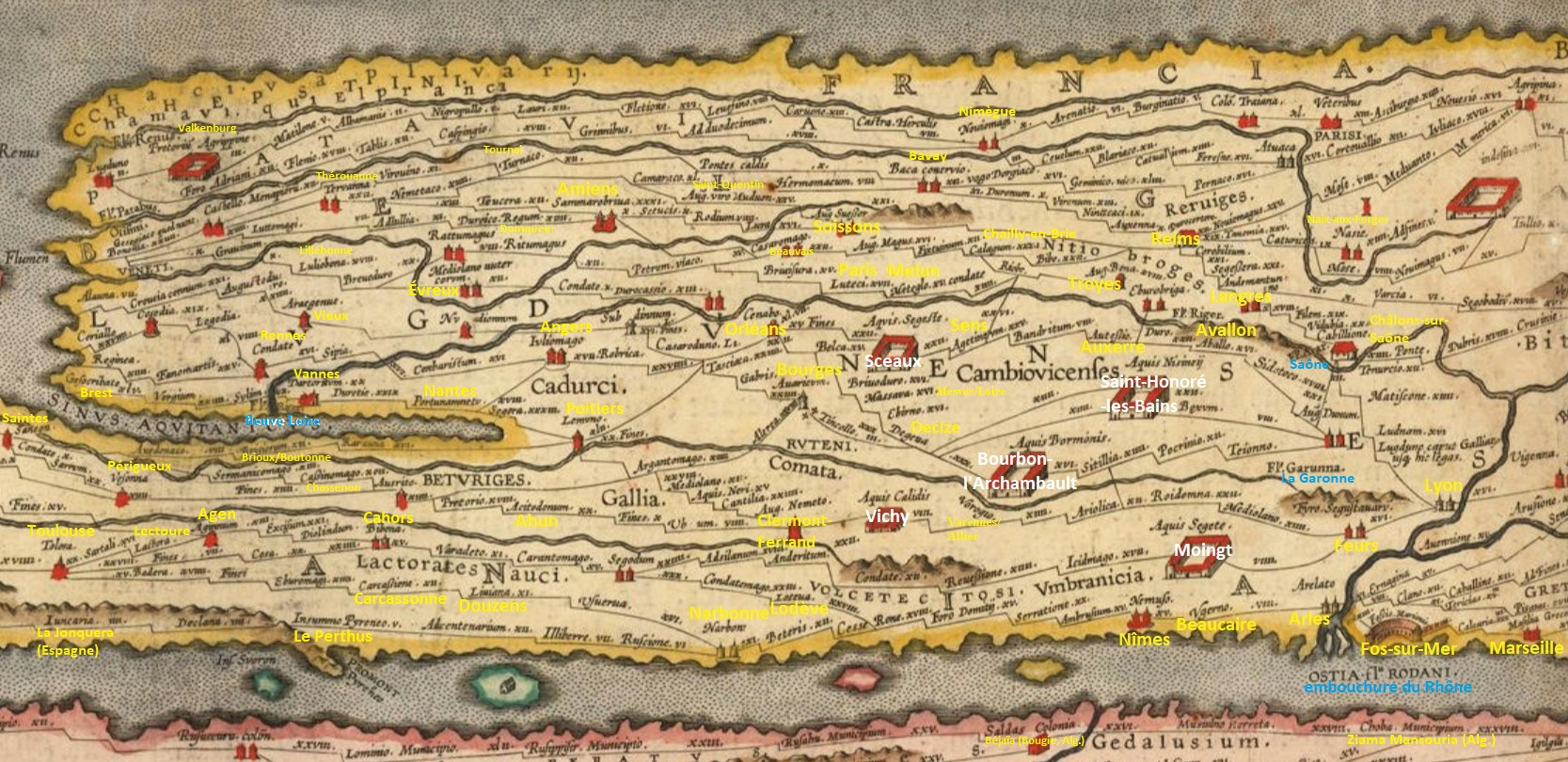
Foru[m] Segusiavorum (surligné « Feurs » en jaune[n 1]) sur la table de Peutinger (section 1 : Gaule narbonnaise et Nemausus)
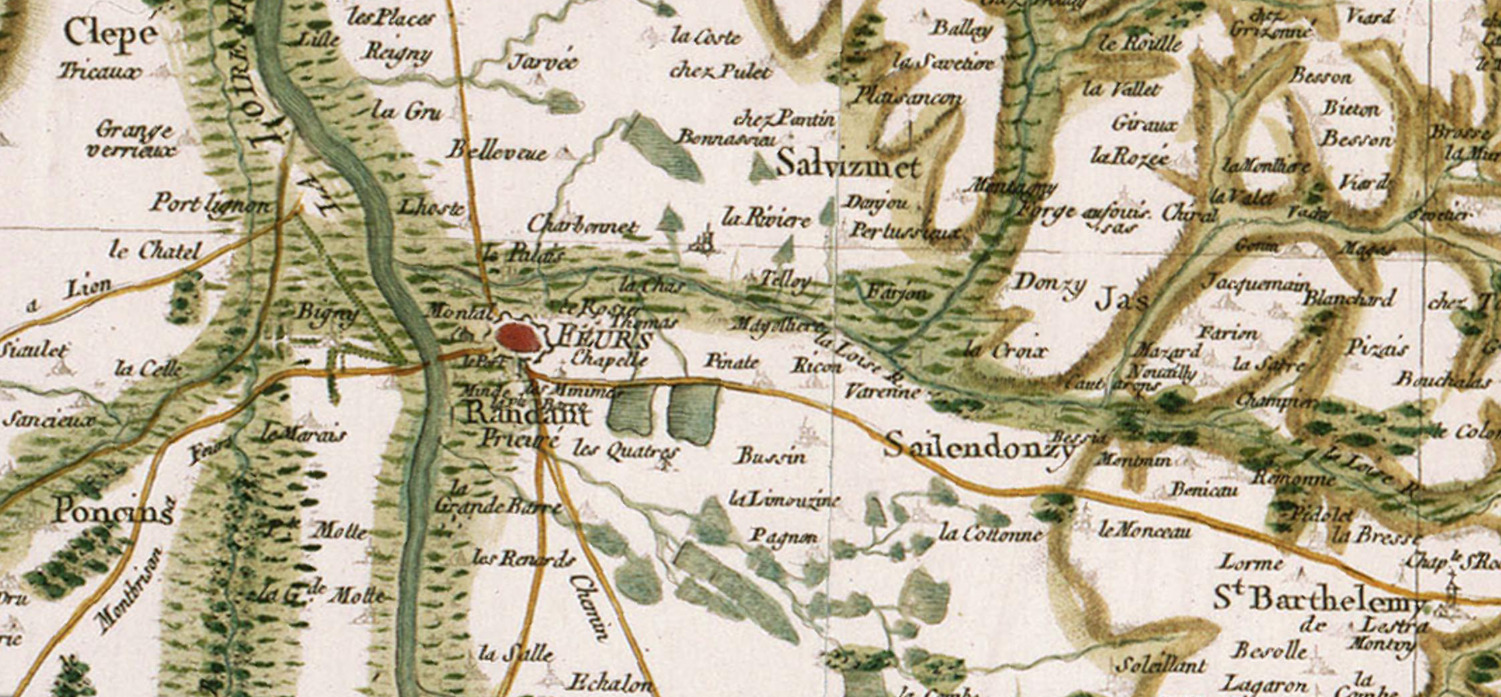
Feurs sur la carte de Cassini

## Toponymie
Jules César cite les Segusiani parmi les alliés des Éduens.
La cité est nommée par Ptolémée sous la forme Foros segusiavon au IIe siècle, en grec. On trouve au IVe siècle Foro segusiavorum, en latin.
Le terme latin foro, forum signifiant « marché, place », Ségusiaves désigne le peuple gaulois établi dans l'actuelle région du Forez.

## Historique

### Âge du fer
La plaine du Forez est occupée par les Ségusiaves.
Un village de la fin de cette période (pendant la Tène) existe antérieurement au Feurs gallo-romain, en parallèle avec un site similaire à Goincet, à 1,7 km nord-nord-ouest du bourg de Poncins et 4 km en rive gauche (côté ouest) de la Loire,.
Des vestiges d'habitat gaulois de la Tène finale ont été retrouvées sous l'ancien forum,. Le centre de ce village se trouve à l'hippodrome actuel, sa limite sud est à l'angle des rues Maréchal-Lyautey et Général-Berthelot.
Le musée de Feurs possède une monnaie du royaume des Massyles de l'est (tribus berbères en Numidie orientale, nord-est de l'Algérie et ouest de la Tunisie) frappée sous le règne de Micipsa (148 à 118 av. J.-C.). Elle a été trouvée à Feurs, ce qui est tout à fait exceptionnel car cette monnaie est rare en Gaule. Faite de plomb recouvert de cuivre, elle pèse 10 g pour un diamètre de 26 mm et une épaisseur de 2 mm. Elle est très usée, en particulier sur la face du droit qui est presque illisible. Rémy note qu'elle ne fait pas partie de l'inventaire du musée, mais que son usure très avancée pratiquement exclut la possibilité qu'elle ait été achetée ailleurs pour une collection. Il ajoute qu'elle a dû circuler longtemps et être encore en usage au début du règne d'Auguste lors de la fondation de la ville.
De la même époque datent des vestiges de petit habitat daté de la seconde moitié du IIe siècle av. J.-C. à la Pimprenière, 1 km à l'est du vieux bourg,.
Le lieu-dit le Palais se trouve à environ 1 km au nord du vieux Feurs ; au château du Palais, les premiers indices de présence humaine datent de la Tène finale (Ier siècle av. J.-C.).

### Époque gallo-romaine
Avec l'arrivée de la période antique, Goincet est délaissé tandis que le village sur l'actuelle Feurs prospère et devient sous Auguste (27 av. J.-C. à 14 apr. J.-C.) Forum Segusiavorum, chef-lieu de la civitas des Ségusiaves. Leur capitale précédente n'est pas connue, mais Vallat souligne et réitère que Forum Segusiavorum — de même que Moingt, c'est-à-dire Aquis Segete — est créée par les Romains, « évinçant peu à peu Roanne pourtant prospère dès l'époque celte ». Forum Segusiavorum devient ainsi le centre administratif, religieux, commercial et culturel de la civitas des Ségusiaves de la fin du premier siècle avant notre ère au début du troisième siècle de notre ère. Pendant deux siècles, les campagnes sont écumées au profit des villes. Des villae s'installent dans le lit majeur de la Loire, là où les terres sont les plus fertiles.

Plan schématique du forum tripartite de Forum Segusiavorum (Feurs).

C'est aussi un pays de transit, par exemple pour la poterie sigillée. En 1922 le creusement des fondations de la maison Chamoux (avenue Jean Jaurès) livre de nombreux tessons de poterie, dont un lot de moules de sigillées produits au IIe siècle. Un deuxième lot de sigillées est mis au jour en 1952 lors de la construction de la maison Sabaterie, rue de Verdun ; cette seconde série couvre une période de plus d'un siècle. Les deux séries sont principalement des productions de Lezoux. D'autres découvertes similaires le long des axes de circulation de la région donnent à penser que la cité ségusiave joue un rôle important dans l'échange des moules.
L'époque augustéenne a laissé des vestiges à la Pimprenière,
Le site du château du Palais mentionné pour la Tène est occupé plus intensément au Ier siècle ; il s'étend en incluant le site du collège « Le Palais » (3 allée du Château) et un autre site proche à environ 100 m au nord-ouest du château, et vers l'est et le sud-est du château. Le tout semble être abandonné à la fin du IIe siècle ou début IIIe siècle,. Les sondages de 2014 à l'emplacement d'un complexe sportif au Palais, vers la route de Civens, découvrent une occupation du site entre la fin du Ier siècle et le milieu du IIIe siècle.
Sur l'emplacement de l'hippodrome (entre le vieux Feurs et Randan) se trouvent des murs arasés et des vestiges de bassins et d'aménagements hydrauliques, découverts en 1998 et suggérant l'existence d'un sanctuaire ou d'une grande villa.

#### Le déclin
Feurs et Moingt déclinent dès la fin du IIe siècle — alors que Roanne, centre de fabrication artisanale très lié aux campagnes, conserve son activité. Sous les Sévères (de 193 à 235), les rapports villes-campagnes s'inversent au profit des secondes. Les plus riches des Ségusiaves quittent les villes en difficulté et rejoignent leurs domaines ou le grand commerce à Lyon ou Rome. La cause n’est pas toujours — tant s'en faut — les invasions barbares ; il faut rajouter à l'équation les troubles sociaux des années 197 et 254, les errances d'esclaves, et les révoltes rurales de 280. Ainsi on trouve des couches archéologiques portant des vestiges d'incendie à Feurs et à Roanne de même qu'aux villae de Montverdun et de La Bruyère ; mais soit ces couches sont couvertes par des vestiges du IIe siècle (auquel cas les barbares sont exclus des causes possibles) soit il n'est pas encore possible de les dater.

#### Monnaies
Sur les 309 estampilles de sigillée trouvées dans la civitas des Ségusiaves, 20 % sont d'Arezzo et ont été trouvées à Feurs et à Roanne (95%) et sur le marché rural de Chézieu (5 %).
En 1973 B. Rémy donne un extrait relatif à Feurs, d'un mémoire de maîtrise par R. Billard « Trésors et trouvailles de monnaies romaines en Forez » de novembre 1971. À cette date, Billard recense et détaille à Feurs 43 pièces romaines, presque toutes inédites. Rémy complète ces recherches en inventoriant 37 autres pièces inédites dont une de la République, 26 des Ier et IIe siècles, deux du IIIe siècle et huit du IVe siècle. Notant que la petite quantité de monnaies retrouvées est sans rapport avec la quantité monétaire circulant à Feurs à l'époque, il en retient toutefois que le nombre de pièces datant de la République est extrêmement bas bien que ce soit la première monnaie retrouvée à Feurs ; Billard n'en a recensé que dix échantillons sur tout le Forez. Il note aussi la continuité des monnaies, essentiellement de bronze, d'Auguste (-27 - 14 ap. J.C.) à Marc Aurèle (161-180) ; puis une nette interruption de la fin du IIe siècle au deuxième tiers du IVe siècle, suivie d'un retour des monnaies de bronze à partir de 335. Pourtant cette discontinuité n'existe pas dans les autres artéfacts archéologiques, qui indiquent une réelle présence au IIIe siècle ; cette carence monétaire marque la grande crise économique et politique qui commence avec le règne de Commode suivant la mort du dernier des Sévères, et qui voit le début de la tétrarchie ; il n'y a pas de véritable rétablissement de l'empire avant le règne de Constantin et de ses fils.
Par ailleurs, ces monnaies du IVe siècle prouvent l'existence d'une certaine activité à cette époque à Feurs, ce qui contredit l'opinion des historiens basée sur la rareté des trouvailles archéologiques pour cette même époque. Elles posent aussi la question de l'étendue de Feurs pendant ce bas-empire du IVe siècle, car sept des monnaies recensées par Rémy ont été trouvées au parc municipal et une autre près de la Loise à 1 km de là .

#### Inscriptions
Deux rares inscriptions sont découvertes (publiées en 1991) sur deux blocs superposés, en réemploi dans le pignon nord-ouest d'une maison du XIXe siècle, au coin de la rue de la Paix et d'une petite impasse latérale, dans la partie ouest de la vieille ville. L'une est une inscription funéraire, l'autre une inscription votive.
Inscription votive (dédicace)
La pierre est du granite gris à grain fin. La face inscrite, bordée par une moulure, est tournée vers le nord (vers l'impasse). Il semble que cette pierre ait originellement été taillée pour un autel ; le socle aurait été retaillé sur trois faces et il manque le couronnement et une petite partie du dé. Ses dimensions sont 69 × 38 × 44 cm, le dé est de 36 cm de hauteur ; les lettres sont hautes de 4 cm.
- Inscription

[ca. 4]NIÇ[..]
[...] EPOSITVS
RATION XX
4 LIBARAMEX
VOTOPOS
- Transcription

[ — ] / [...] nic[us / pra]epositus / ration(is) vicesimaé) / lib(ertatis) aram ex / voto pos(uit).
- Traduction

« ... un tel ( cognomen en... -nicus), préposé à la caisse du vingtième de l'affranchissement, a fait placer l'autel en accomplissement d'un vœu ».
Le praepositus rationis vicesimae libertatis correspond au service de perception d'une taxe de 5 % sur les affranchissements ; cette fonction est tenue par des esclaves impériaux ou des affranchis. D'autres inscriptions mentionnant des praeposit(us) sont connues dans le monde romain (il y a un praepositus vectigalium à Lyon ; une inscription de l'époque sévérienne (193 à 235 apr. J.-C.) à Ancyre (Asie Mineure) mentionne un p(rae)p(ositus) XX lib. pour la Bithynie, le Pont et la Paphlagonie), mais aucune avec un praepositus ration(is). Il semble que cette fonction ait été supprimée sous Dioclétien (284-305), ce qui daterait l'inscription du IIe siècle ou du début du IIIe siècle.
Inscription funéraire (épitaphe)
La pierre est du granite gris à gros grain. La face inscrite est tournée vers l'ouest (vers la rue de la Paix). Ses dimensions sont 50 × 54 × au moins 33 cm ; les lettres sont hautes de 3,5 cm. Le bloc est soit une partie d'un autel funéraire, soit une base de statue funéraire.
- Inscription

DB..L.BLVAN
VERIÀCAPP 4 [.] DOVXOR
FACIEND
CURAVIT
- Transcription proposée avec précaution

... / Veria Capp / [a]do(ca) uxor / ' faciend(um) / curavit.
Ce texte et plus tronqué que le précédent et plus difficile à interpréter. Il manque probablement deux ou trois lignes qui sont peut-être D(iis) M(anibus) et le nom du défunt, ce dernier ayant peut-être été un affranchi : l[i]b(ertus) ; et le cas du nom du défunt n'est pas déterminable. La fin du texte est plus claire : son épouse (uxor) a fait élever le monument (faciend(um) curavit). Le nom de l'épouse pourrait être Veria ; mais c'est un prénom rare avec seulement deux exemples de Verius connus en Gaule : à Lyon et à Vieu (commune de Valromey-sur-Séran, chez les Ambarres), plus un à Nursie et un à Ostie.
Le nom Veria devrait être suivi par un cognomen féminin : peut-être Cappado(ca), qui conviendrait à une affranchie. 

En deuxième ligne, LV an(norum) pourrait signifier « âgé de 55 ans » mais habituellement les chiffres se placent derrière et non devant le AN ; cependant, un v(ixit) an(nos) semble exclu car il n'y a pas de place pour des chiffres à la fin de la ligne, sauf s'ils ont été gravés sur la moulure qui est partiellement dissimulée par une gouttière.

## La redécouverte
Les premières observations archéologiques précises, sans suite, datent d'avant le XIXe siècle. Vers 1846, une fouille est citée lors de l'aménagement d'un nouveau corps de bâtiment au château du Palais,.
Antoine signale fin XIXe siècle des vestiges d'aqueducs.
En 1904, lors de l'ouverture d'une tranchée le long de la façade sud de ce château, T. Rochigneux remarque qu'un remblai recouvre des structures gallo-romaines arasées ; le remblai lui-même est fait d'une grande quantité d'éléments architecturaux très fragmentés : bases de colonnes, marbre (plaquage, sol, plinthe, etc.), chapiteaux, gros fragments de mortier de tuileau, quarts de pilettes.

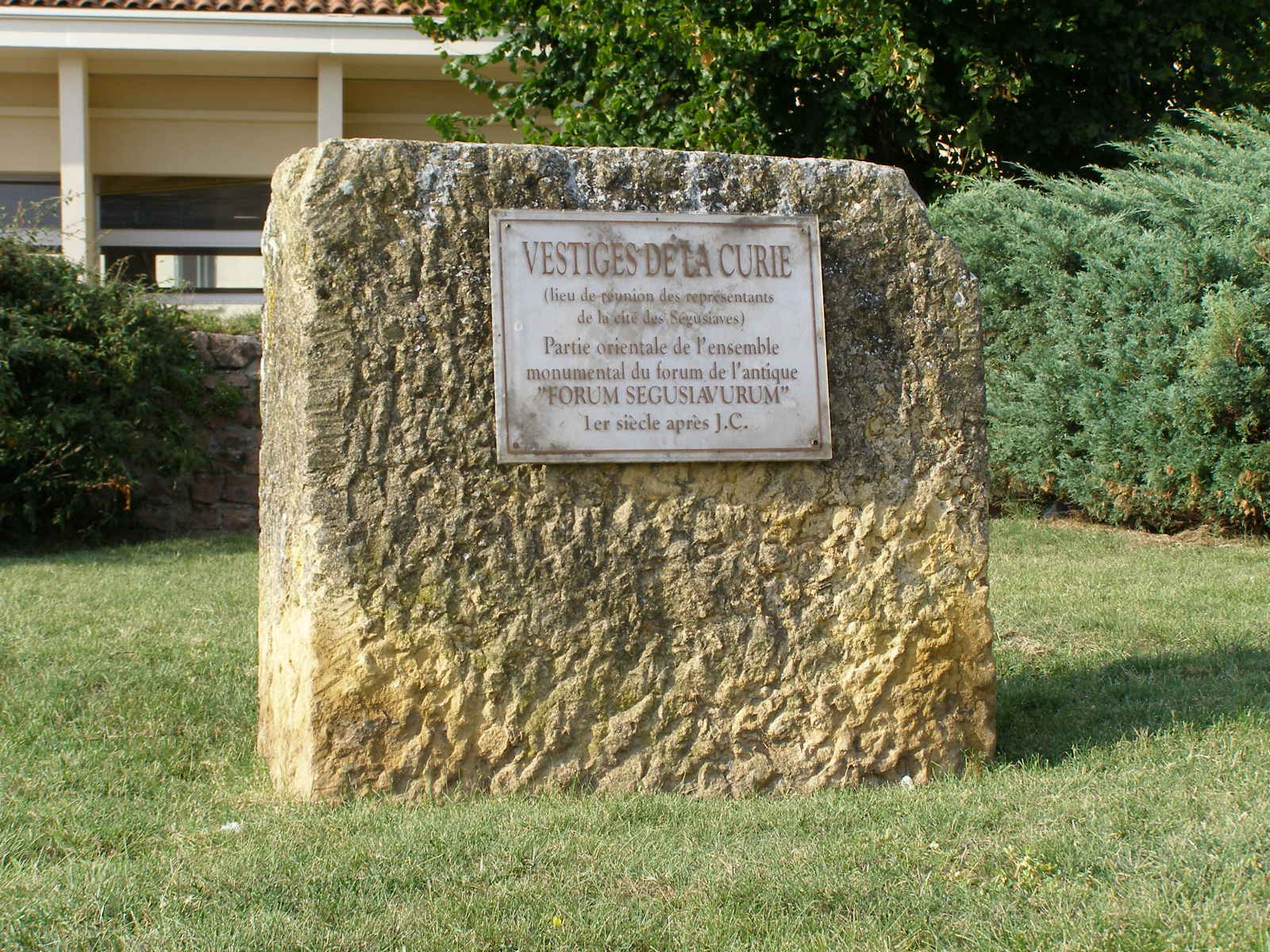
Vestiges de la curie

Les premières fouilles de sauvetage urbain de la fin des années 1970 apportent des données nouvelles. Vaginay & Guichard fouillent le site de 1978 à 1981. Ils mettent au jour des vestiges du forum avec les trois éléments usuels dans les provinces occidentales de l'Empire romain : le temple entouré de sa galerie à cryptoportiques, la place centrale bordée de portiques abritant des boutiques, et le groupe basilique - curie. 

1978 est aussi l'année de publication du travail d'Aulas qui rassemble et contrôle les données anciennes.
Depuis la fin des années 1980 les travaux d'urbanisme dans la ville de Feurs sont systématiquement suivis (archéologiquement parlant), ce qui a totalement renouvelé la vision des historiens sur la ville antique. Dans ce contexte, deux rares inscriptions sont découvertes (publiées en 1991) sur des blocs en réemploi au pignon d'une maison du XIXe siècle de la vieille ville.
Dans le cadre d'un programme de prospection-inventaire financé par le département et le ministère de la Culture, à partir de 1990 une équipe menée par M.-O. Lavendhomme effectue des recherches systématiques sur Chambéon, Civens, Cleppé, Feurs, Poncins, Sainte-Foy-Saint-Sulpice, Saint-Laurent-la-Conche, Salt-en-Donzy et Salvizinet. Ensemble, ces neuf communes autour de Feurs forment un transect est-ouest depuis les piémonts des monts du Lyonnais jusqu'au centre de la plaine du Forez.

## Collections
Le musée de Feurs, créé en 1930 spécifiquement pour la préservation et l'exposition des résultats de fouilles de Forum Segusiavorum, conserve des mosaïques, des bornes milliaires, un four de potier, des amphores et autres céramiques de Feurs et des environs. Outre la rare monnaie de Micipsa mentionnée plus haut, il possède aussi quatre autres monnaies trouvées à Feurs, frappées au temps de la République romaine : un litra de Naples, un as de la série sextantale, un denier de L. Marcius Philippus et un denier de C. Julius Caesar. Ph. Testenoire-Lafayette (1889) avait mentionné également « un beau petit bronze en potin, à légende grecque, frappé à Alexandrie au nom et à l'effigie de Zénobie (267-273), reine de Palmyre, l'illustre vaincue d'Aurélien » ; en 1978 cette monnaie a disparu.

Musée de Feurs
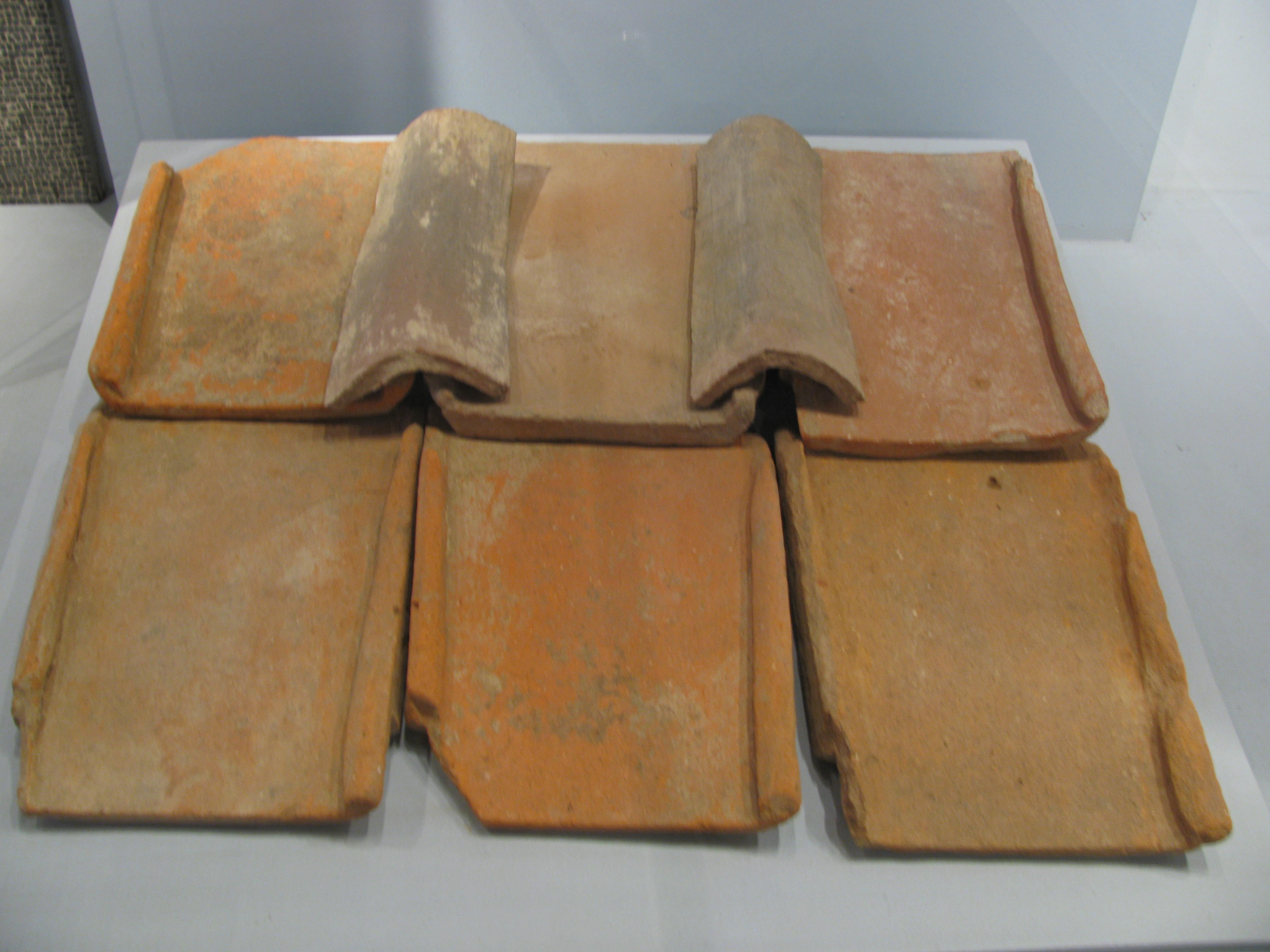
Tegulae et Imbrices
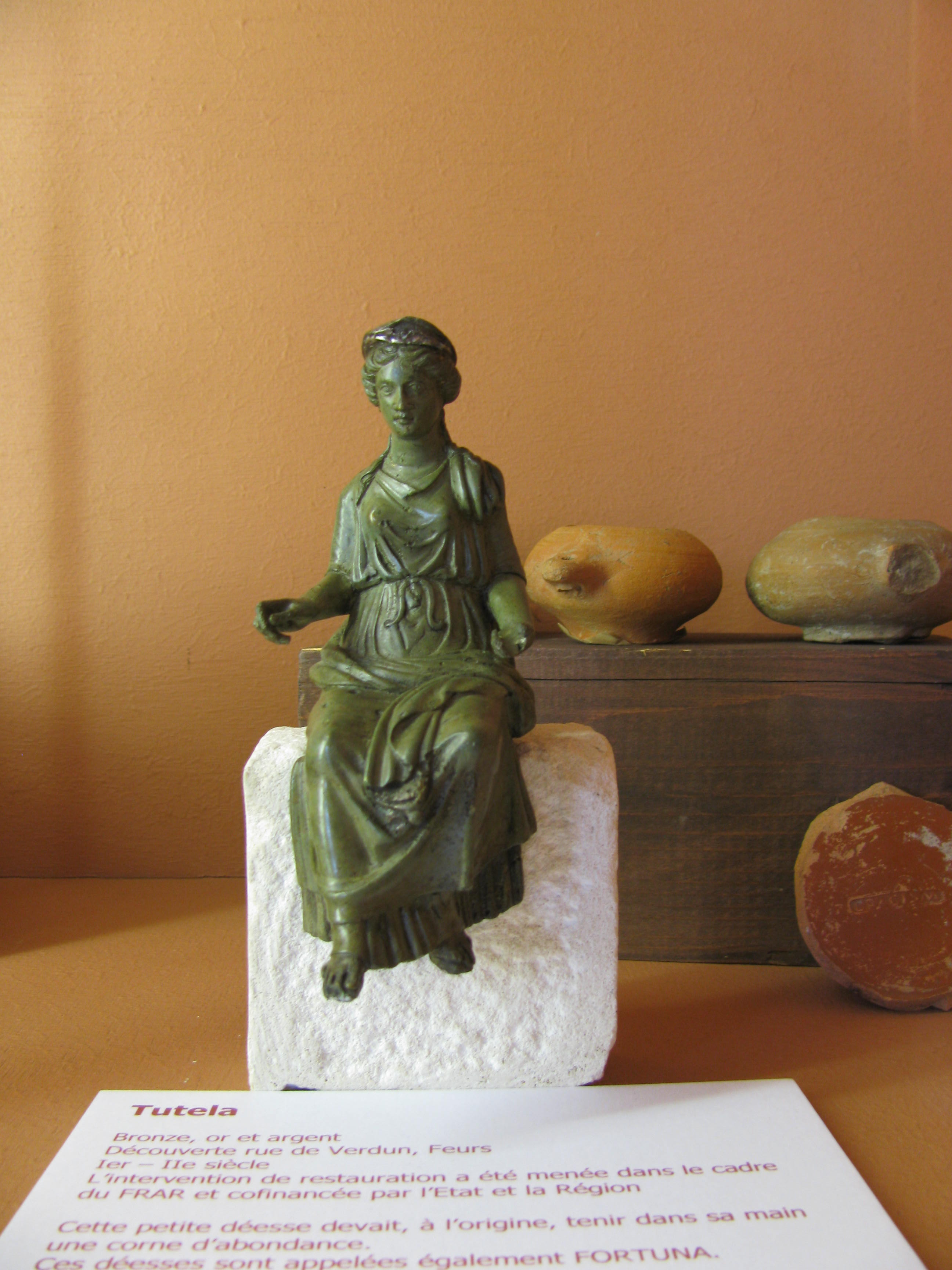
Tutela, statuette en bronze argenté et doré
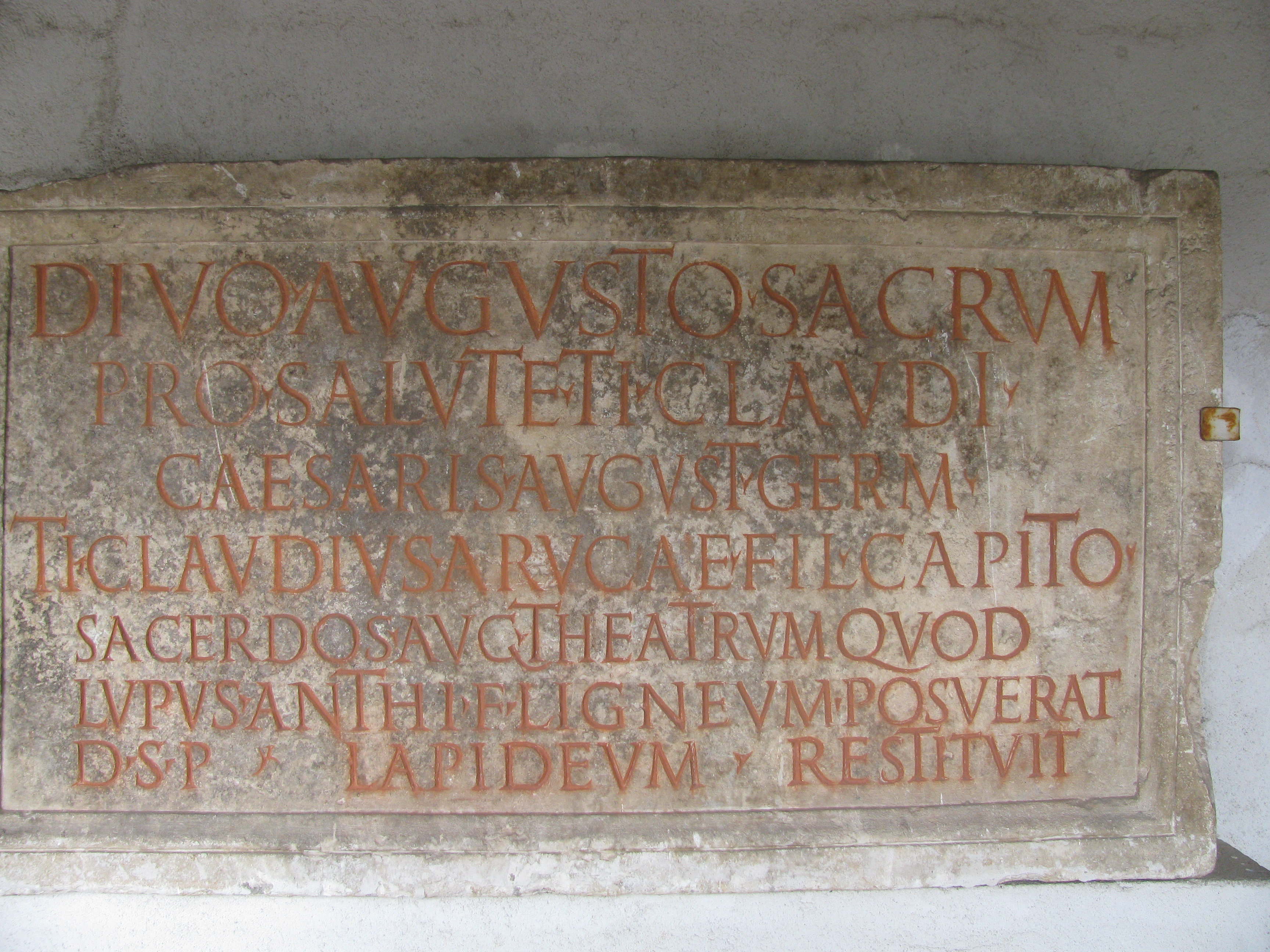
Inscription romaine CIL 13, 01642 trouvée au théâtre

## Plans
Valette 2011 donne plusieurs plans et photos, dont :
- Plan de Forum Segusiavorum, d'après Valette 1999 (fig. 3, p. 7)
- Photo de la maquette du forum de Feurs conservée au musée de Feurs, d'après V. Guichard et P. Valette. P. André (fig. 4, p. 8)
- Les sites gallo-romains dans les environs proches de Feurs (Aquis Segete / Moingt-Montbrison est hors carte), d'après Lavendhomme 1997, Carte archéologique de la Loire (fig. 6, p. 11)
- Carte des sites de la fin du Ier siècle av. J.-C. dans le département, d'après Lavendhomme 1997, Carte archéologique de la Loire (fig. 7, p. 12)
- Typologie des sites découverts dans le lit majeur de la Loire entre Andrézieux et Montrond et établie selon le mobilier archéologique, d'après J. Verrier 2001 (fig. 8, p. 14)
- Carte des trésors du IIIe s., d'après Lavendhomme 1997, Carte archéologique de la Loire (fig. 11, p. 26)
- Plan d'Aquae Segetae (Moingt), d'après J.-P. Grand, 1976 (fig. 9, p. 18)

Valette et Guichard 1991 (p. 110, fig. 1) donnent un plan de Fleurs dans l'enceinte du XVIe siècle par P. Brissat (1768), sur lequel ils superposent l'emprise du forum.